# Puzur-Sin
Puzur-sin (hacia 1740 a. C.), rey del período paleoasirio.
Es conocido solamente por una inscripción en la que se le da el título de Ishshiaku del dios Assur e hijo de Assur-bel-shame. Parece que expulsó del trono al rey Asinum, nieto de Shamshi-Adad I, a quien se califica de rey extranjero, de sangre no asiria. Destruyó el palacio de Shamshiadad, y construyó algunas partes de la muralla de Assur.
A su muerte, el trono asirio pasó a manos de Assur-dugul, al parecer un usurpador.
| Predecesor: Asinum | Rey de Asiria hacia 1740 a. C. | Sucesor: Assur-dugul |